# Еърбег (норвежка група)
Вижте пояснителната страница за други значения на Еърбег.
„Еърбег“ (Airbag) е рок група от Осло, Норвегия.
Музиката ѝ може да се класифицира най-добре като мелодичен нео-прогресив рок, с явни влияния от групи като „Пинк Флойд“. Два студийни албума са създадени от зараждането на бандата през 2004 година – Identity (2009) и All Rights Removed (2011). Има издадени и няколко EP-та.

## История
Бандата е сформирана през 2004 година от петима съученици, които по-рано са свирили заедно в няколко проекта. През същата година групата издава първия си миниалбум, Come On In, последван от Sounds That I Hear (2006) и Safetree (2008). Те се предлагат безплатно в интернет на сайта на групата и са изтеглени над 230 000 пъти само през първите месеци от пускането им. Това печели договор на „Еърбег“ с норвежкия лейбъл „Карисма Рекърдс“ в началото на 2009 година.
Дебютният албум Identity носи успех на групата. Той включва ремиксирани версии на песни от по-рано издадените EP-та. Сингълът Colours достига 3-то място по полското радио в началото на 2011. Във втория си албум „Еърбег“ се насочва към по-дълги и по-епични творби.

## Състав
- Асле Тоструп – водещи вокали, ритъм китара, аудиомиксиране, графичен дизайн (2004 – )
- Бьорн Рийс – китара, вокали (2004 – )
- Йорген Грюнер-Хаген – кийборд (2004 – )
- Андерс Ховдан – бас китара (2004 – )
- Хенрик Фосум – перкусионни (2010 – )

## Дискография

### Студийни албуми
- Identity (2009)
- All Rights Removed (2011)
- The Greatest Show On Earth (2013)
- Disconnected (2016)
- A Day at the Beach (2020)
- The Century of the Self (2024)

### Ий-пи-та
- Come On In (2004)
- Sounds That I Hear (2006)
- Safetree (2008)